# 왜 나만
《왜 나만》은 대한민국 여자 가수 이선희의 정규 6집 음반이다.

## 특징
1991년 두 번째 타이틀곡인 <추억의 책장을 넘기면>이 KBS 가요톱10과 MBC 여러분의 인기가요에서 각각 1주와 2주 1위를 차지했고, 수록곡인 <그리운 나라>는 같은 해 한국노랫말대상에서 대상을 차지했다.